# Naceur Gaabeb
 (décembre 2015).
Si vous disposez d'ouvrages ou d'articles de référence ou si vous connaissez des sites web de qualité traitant du thème abordé ici, merci de compléter l'article en donnant les références utiles à sa vérifiabilité et en les liant à la section « Notes et références ».
Naceur Gaabeb, né le 12 mai 1987 à Tunis, est un handballeur tunisien.

## Carrière
- avant 2008 : Espérance sportive de Tunis
- 2008-2009 : El Baath sportif de Béni Khiar
- 2009-2010 : Sporting Club de Moknine
- 2010-2016 : Espérance sportive de Tunis
- 2016-2019 : Club sportif de Sakiet Ezzit[1]

## Palmarès

### En clubs
Compétitions nationales
- Vainqueur du championnat de Tunisie (4) : 2012, 2013, 2014, 2016
- Vainqueur de la coupe de Tunisie (2) : 2013, 2019
- Vainqueur de la coupe arabe des clubs vainqueurs de coupe (1) : 2013

Compétitions internationales
- Vainqueur de la Ligue des champions d'Afrique (2) : 2013, 2014
- Vainqueur de la supercoupe d'Afrique (2) : 2014, 2016
- Vainqueur de la coupe d'Afrique des vainqueurs de coupe (2) : 2014, 2015
- Vainqueur du championnat arabe des clubs champions (1) : 2017
- Vainqueur de la coupe arabe des clubs vainqueurs de coupe (1) : 2017